# تپه ایل تیمور (یال تمر)
تپه ایل تیمور (یال تمر) مربوط به دوران پیش از تاریخ ایران باستان است و در حومه مهاباد واقع شده و این اثر در تاریخ ۱۶ دی ۱۳۴۵ با شمارهٔ ثبت ۵۹۹ به‌عنوان یکی از آثار ملی ایران به ثبت رسیده است.